# Elizabeth Blackburn

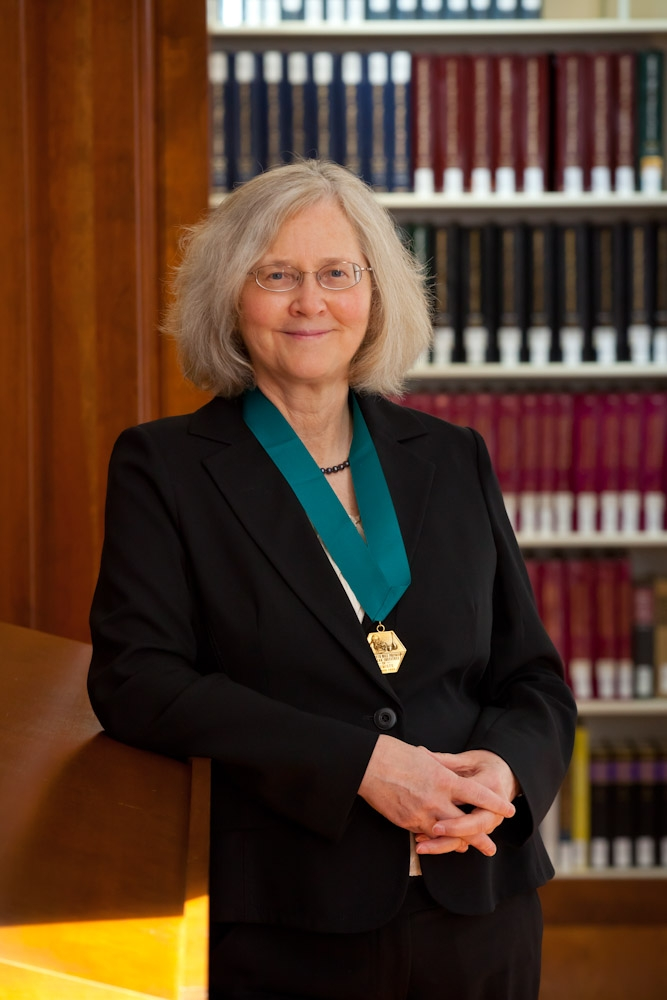
Elizabeth Blackburn (2012)

Elizabeth Helen „Liz“ Blackburn AC (* 26. November 1948 in Hobart, Tasmanien) ist eine australisch-US-amerikanische Molekularbiologin, die besonders für ihre Arbeiten auf dem Gebiet der Telomer- und Telomerase-Forschung bekannt wurde. 2007 wurde sie vom Time-Magazin als eine der „100 einflussreichsten Persönlichkeiten der Welt“ benannt. Ihr wurde zusammen mit Carol W. Greider und Jack W. Szostak der Nobelpreis für Physiologie oder Medizin für 2009 zugesprochen.

## Wissenschaftlicher Werdegang
Blackburn studierte Biologie an der Universität Melbourne und erwarb 1970 den Titel eines „B.Sc.“ und 1972 den eines „M.Sc.“. Den Doktorgrad („Ph.D.“) erhielt sie 1975 an der University of Cambridge in England. Anschließend arbeitete sie als Postdoc an der Yale-Universität (1975–1977). 1978 erhielt sie einen Ruf der Universität von Kalifornien in Berkeley und wurde dort Professorin am Department of Molecular Biology. Seit 1990 ist sie am Department of Microbiology and Immunology der UCSF in San Francisco tätig, wo sie die Morris-Herzstein-Professur für Biologie und Physiologie innehat.
Elizabeth Blackburn hat die Telomerase 1984 zusammen mit ihrer damaligen Doktorandin Carol W. Greider in einzelligen Wimpertierchen der Gattung Tetrahymena entdeckt und 1985 erstmals beschrieben. In den folgenden Jahren hat sie die Telomerase in verschiedenen Spezies genetisch und biochemisch charakterisiert. Sie veröffentlichte seitdem zahlreiche wichtige Arbeiten über Telomerase, das Enzym, das zur Erneuerung der Telomeren essentiell ist.
Sie ist Mitbegründerin der Firma Telome Health Inc., die den Zusammenhang zwischen Telomer-Länge und dem Entstehen von Krankheiten beim Menschen erforscht und interessierten Patienten Tests zur Feststellung ihrer Telomlängen anbieten will.
Im Januar 2016 hat sie – als erste Frau in dieser Position – die Funktion der Präsidentin des Salk Institute for Biological Studies in La Jolla übernommen.
Die Australierin Blackburn lebt in San Francisco und ist seit 2003 auch Staatsbürgerin der USA. Mit ihrem Ehemann John W. Sedat hat sie einen Sohn.

## Preise und Ehrungen (Auswahl)
Für ihre Arbeiten erhielt sie zahlreiche Ehrungen und wissenschaftliche Auszeichnungen:
- 1988 – Eli Lilly and Company Research Award
- 1990 – National Academy of Sciences Award in Molecular Biology
- 1991 – Mitglied der American Academy of Arts and Sciences
- 1993 – Mitglied der National Academy of Sciences
- 1998 – Gairdner Foundation International Award, Prix Charles-Léopold Mayer, Präsidentin der American Society for Cell Biology
- 1999 – Keith R. Porter Lecture und Keio Medical Science Prize
- 2000 – Fellow der American Association for the Advancement of Science
- 2001 – Alfred P. Sloan, Jr. Prize und E. B. Wilson Medal
- 2003 – Pasarow Award
- 2004 – A.H.-Heineken-Preis für Medizin
- 2005 – Mitglied der American Philosophical Society[4]
- 2006 – Albert Lasker Award for Basic Medical Research, Gruber-Preis für Genetik[5]
- 2006 – Meyenburg-Preis
- 2007 – Louisa Gross Horwitz-Preis
- 2008 – Albany Medical Center Prize und UNESCO-L’Oréal-Preis
- 2009 – Paul-Ehrlich-und-Ludwig-Darmstaedter-Preis, gemeinsam mit Carol W. Greider
- 2009 – Nobelpreis für Physiologie oder Medizin, gemeinsam mit Carol W. Greider und Jack W. Szostak
- 2010–2011 Präsidentin der American Association for Cancer Research
- 2015 – Royal Medal

## Schriften (Auswahl)
- Carol W. Greider und Elizabeth H. Blackburn: A telomeric sequence in the RNA of Tetrahymena telomerase required for telomere repeat synthesis. In: Nature. Band 337, Nr. 6205, 1989, S. 331–337. PMID 2463488 doi:10.1038/337331a0
- Carol W. Greider und Elizabeth H. Blackburn (): Identification of a specific telomere terminal transferase activity in tetrahymena extracts. In: Cell. Band 43, Nr. 2, 1985, S. 405–413. PMID 3907856 doi:10.1016/0092-8674(85)90170-9
- (Mit Elissa Epel): Die Entschlüsselung des Alterns – Der Telomer-Effekt. München 2017.